# François Hédelin, abbé d'Aubignac
François Hédelin, známější jako abbé d'Aubignac (4. srpna 1604, Paříž – 25. července, 1676, Nemours), byl francouzský kněz, básník, prozaik, dramatik a literární teoretik období baroka a klasicismu.

## Život
Pocházel z právnické rodiny a jeho dědečkem z matčiny strany byl slavný chirurg Ambroise Paré. Po vystudování práv působil nějaký čas jako právník v Nemours. Roku 1628 by ale vysvěcen na kněze a pracoval jako vychovatel Richeliueova synovce, budoucího vévody de Fronsac, vynikajícího námořního velitele. Díky tomu byl jmenován opatem kláštera Notre-Dame d'Aubignac v obci Saint-Sebastien v Creuse a kláštera Mainac. Získal také od vévody pohodlný příjem. Vévodova smrt v námořní bitvě roku 1646 však znamenala konec jeho výsadního postavení, proto odjel do Nemours, kde se až do své smrti zabýval literaturou.
Jeho tragédie v próze i alegorické romány nebyly úspěšné. Stal se však uznávaným teoretikem dramatu především spisem La pratique du théâtre (1657, Divadelní praxe) zaměřeným na upevňování pravidel klasicistní tragédie. Byl přesvědčen, že jako jediný správně vyložil Aristotelovo učení o trojí dramatické jednotě a v tomto spise, který psal z podnětu kardinála Richelieua již od roku 1640, požadoval především jednotu času a pravděpodobnost zápletky.
Velice důležitá je také jeho práce Conjectures académiques sur l'Iliade (1664, tiskem 1715, Akademické dohady o Iliadě), ve kterém jako první zpochybnil Homérovo autorství Iliady a Odyssei, o kterých tvrdil, že jsou souborem nezávislých písní později uspořádaných do jednoho celku.
Výrazně se také podílel na literárních kontroverzích své doby. Útočil například na Gillese Ménageho pro jeho pedantství a názory na římského dramatika Terentia. Přiznával sice Corneillovi přední místo v čele současných francouzských dramatiků, ale kritizoval i jeho za nedodržování jím definovaných pravidel a například také za nedostatečně cudné projevy jeho ženských hrdinek, které podle jeho názoru narušují vážnost křesťanských dramat. Některými svými komentáři popudil i členy Francouzské akademie. Když nebyl v důsledku toho přijat za jejího člena, soustředil kolem sebe skupinu autorů, se kterými založil roku 1654 akademii vlastní. Navzdory svým politickým konexím však nebyl pro ni schopen získat královskou podporu a skupina se rozpustila brzy po jeho smrti.

## Výběrová bibliografie

### Teoretické práce a eseje

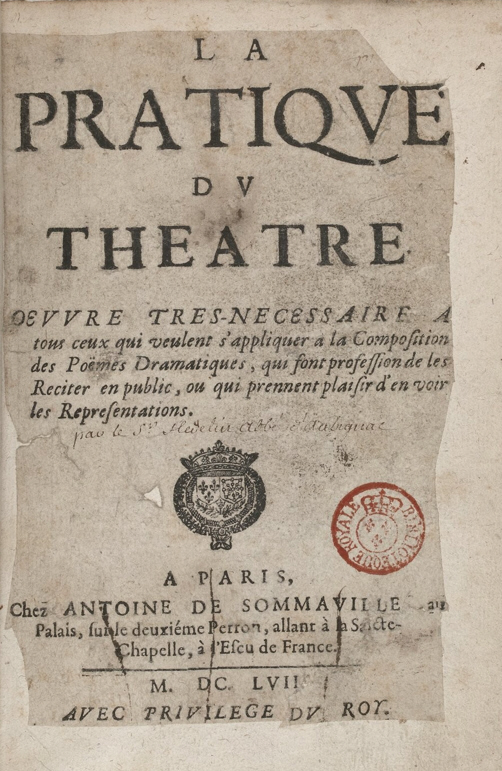
La Pratique du théâtre, 1. vydání

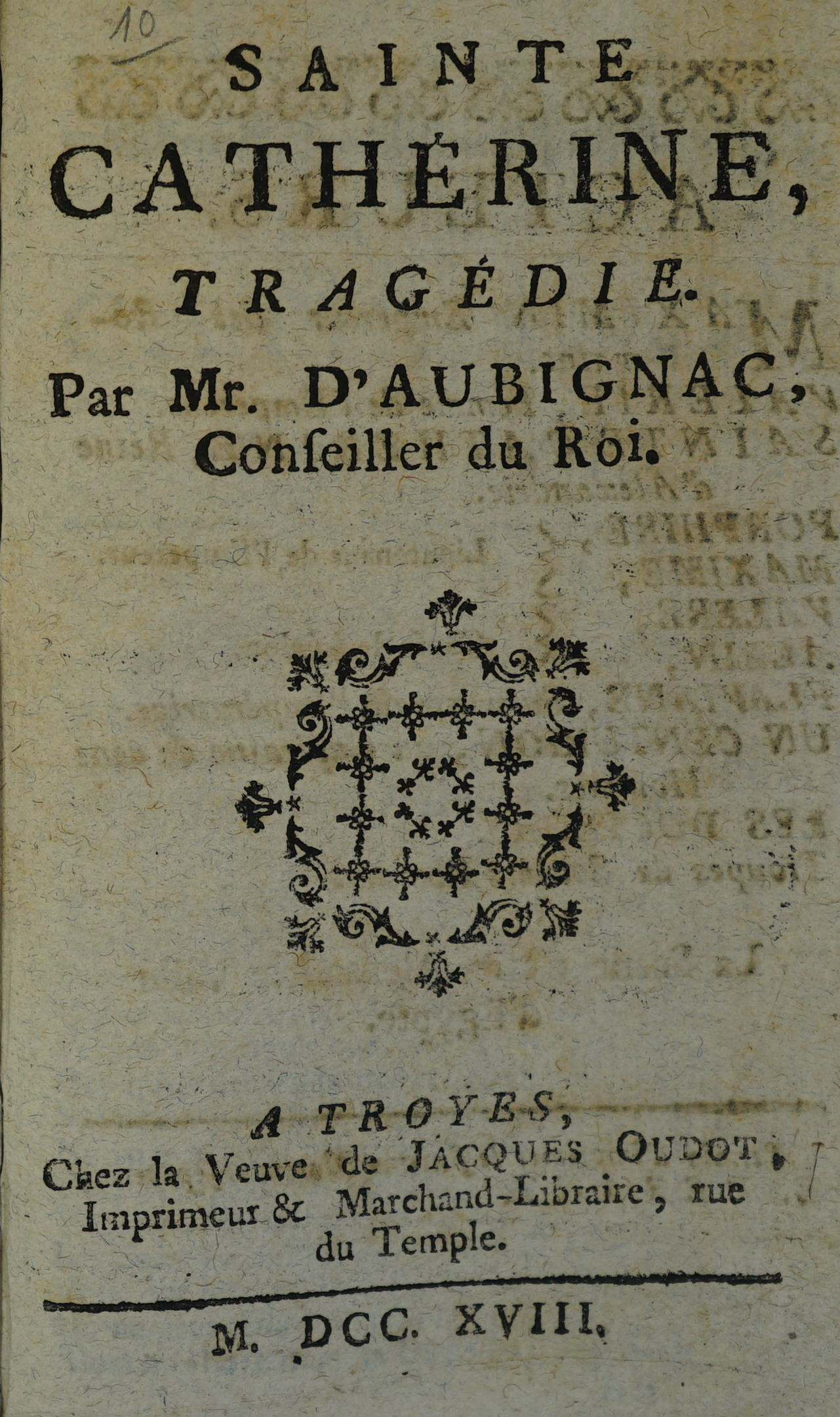
Sainte Catherine, vydání z roku 1718

- Des Satyres brutes, monstres et démons (1627), v díle, jehož autorství je sporné, jsou zkoumány formy, ve kterých se projevuje ďábel.
- Histoire du temps, ou Relation du royaume de Coquetterie (1654), výklad o alegorii.
- La Pratique du théâtre (1657, Divadelní praxe), dílo je často v češtině nazýváno O divadle. Jde o stěžejní autorův teoretický spis zaměřený na upevňování pravidel klasicistní tragédie, který autor neustále doplňoval.
- čtyři Dissertation sur la condamnation des Théâtres (1666, Disertace o dramatické básni), čtyři spisy namířené proti Corneillovi.
- Conjectures académiques sur l’Iliade (1664, tiskem 1715, Akademické dohady o Iliadě), práce, ve které autor jako první zpochybnil Homérovo autorství Iliady a Odyssei.
- Les Conseils D'Ariste a Celimene (1666, Rady Arista Celiméně), spisek určený dívkám, které vstupují do manželství.
- Essais d'éloquence (1671, Eseje výmluvnosti), eseje o křesťanské výmluvnosti, obsahující chválu několika svatých a různé evangelické pokyny.

### Tragédie
- Cyminde, ou Les deux victimes (1642), adaptace hry Guillauma Colleteta.
- La Pucelle d’Orléans (1642, Panna Orleánská).
- Zénobie (1647), tato hra je jediná, kterou autor poskytl divadlu k provedení. Dramatici, kteří byli d'Aubignacem kritizování, byli potěšeni, že našli příležitost kritizovat jeho a vyčetli mu, že pravidla, která kodifikoval, vedla k tak špatné divadelní hře.
- Le Martyre de Sainte Catherine (1650, Umučení svaté Kateřiny), často jen Sainte Catherine (Svatá Kateřina).

### Romány
- Aristandre ou Histoire interrompue (644, Aristandra aneb přerušená historie)
- Macarise, ou la Reine des îles Fortunées (1664, Macarisa aneb královna Šťastných ostrovů), alegorický příběh sloužící k výkladu filozofie stoiků.
- Amelonde, ou Histoire De Nostre Temps (1669, Amelonda aneb historie naší doby), anonymní román, který je Hédelinovi připisován.